# Waschtag

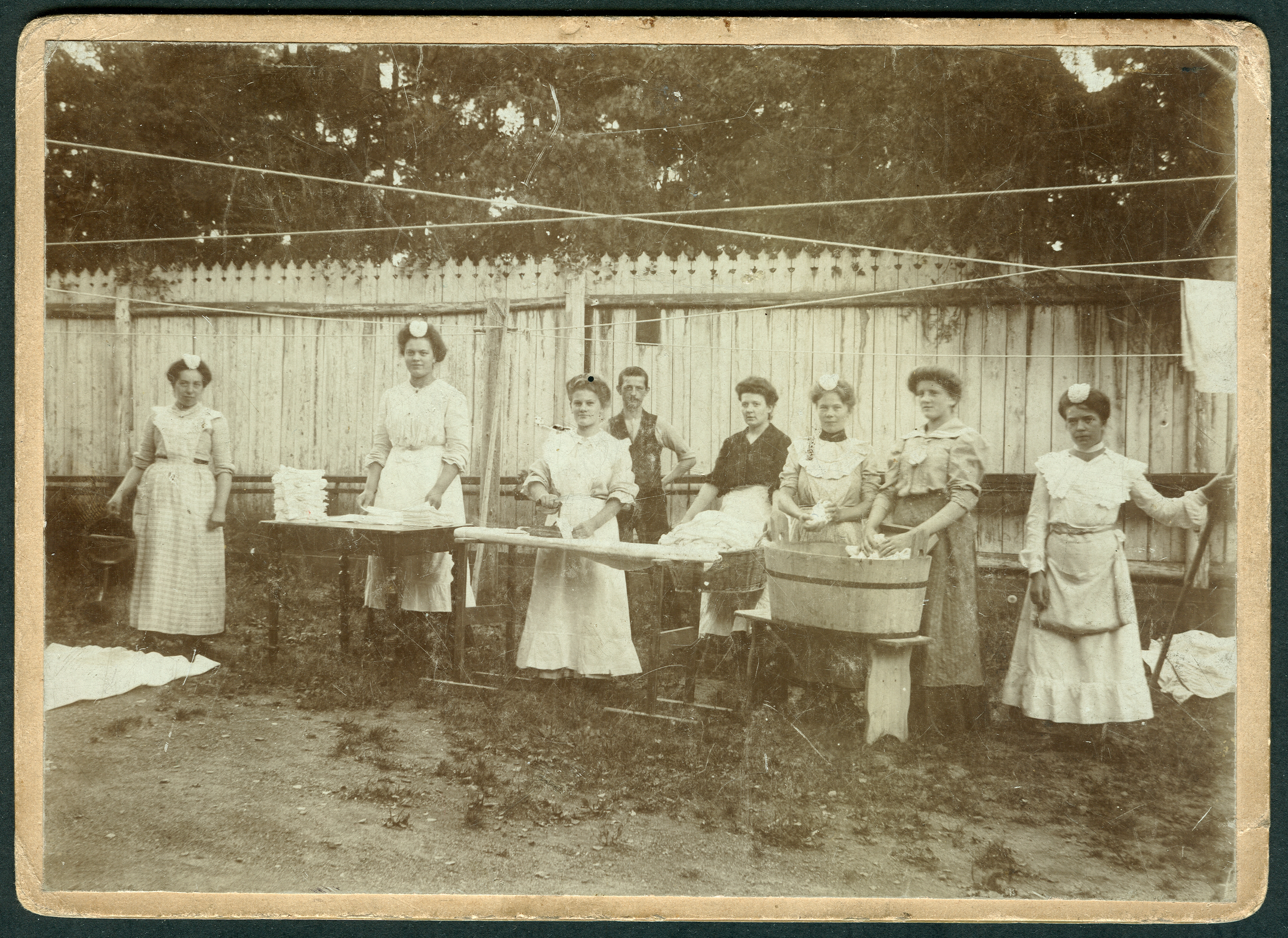
„Zeigt her, Eure Füße, zeigt her, Eure Schuh ...“
Waschtag mit acht vermutlichen Hausangestellten eines herrschaftlichen Hauses an einem unidentifizierten Ort;
Foto im Kabinettformat, zwischen 1880 und 1890

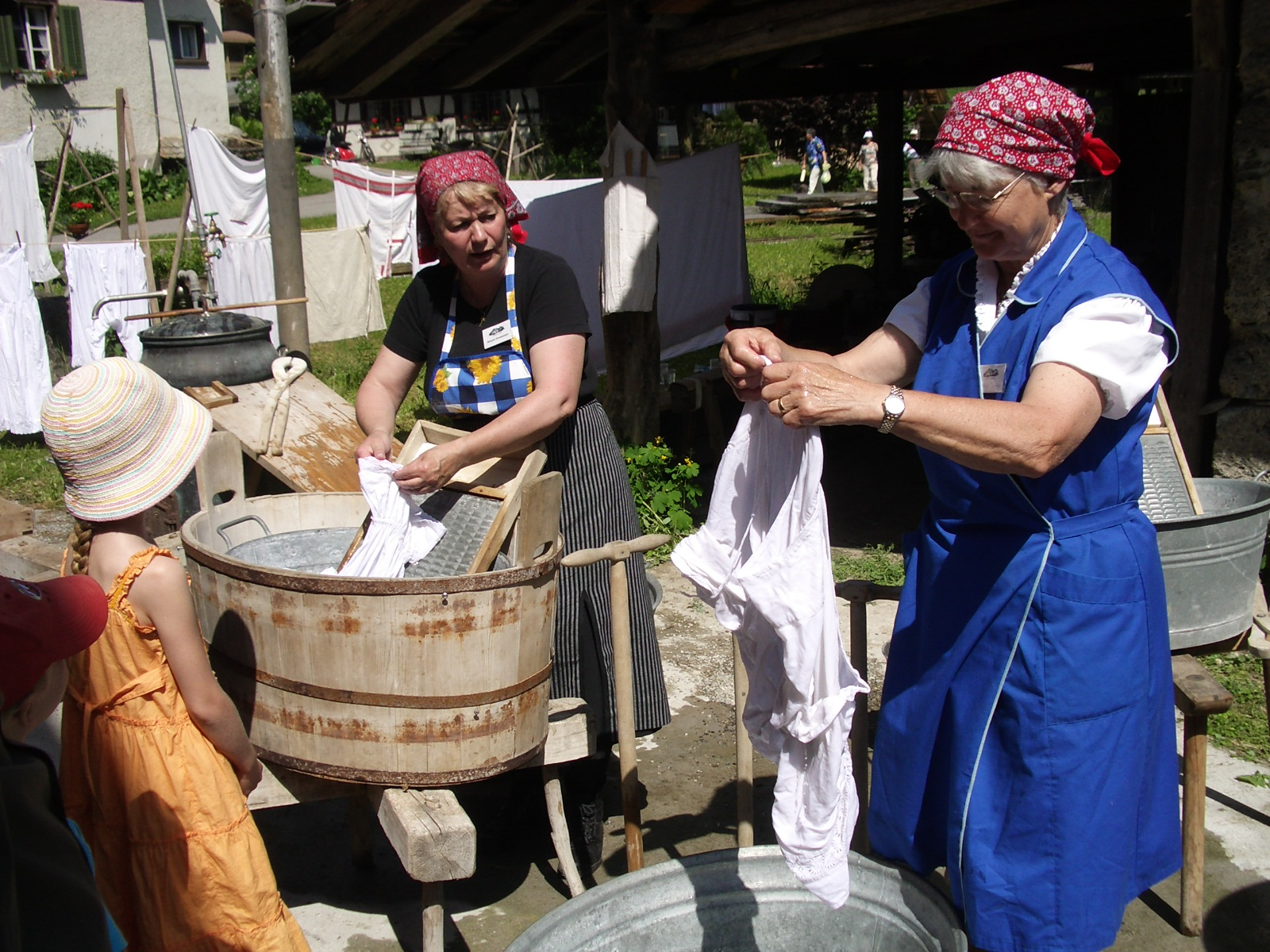
Waschtag wie zu Grossmutters Zeiten

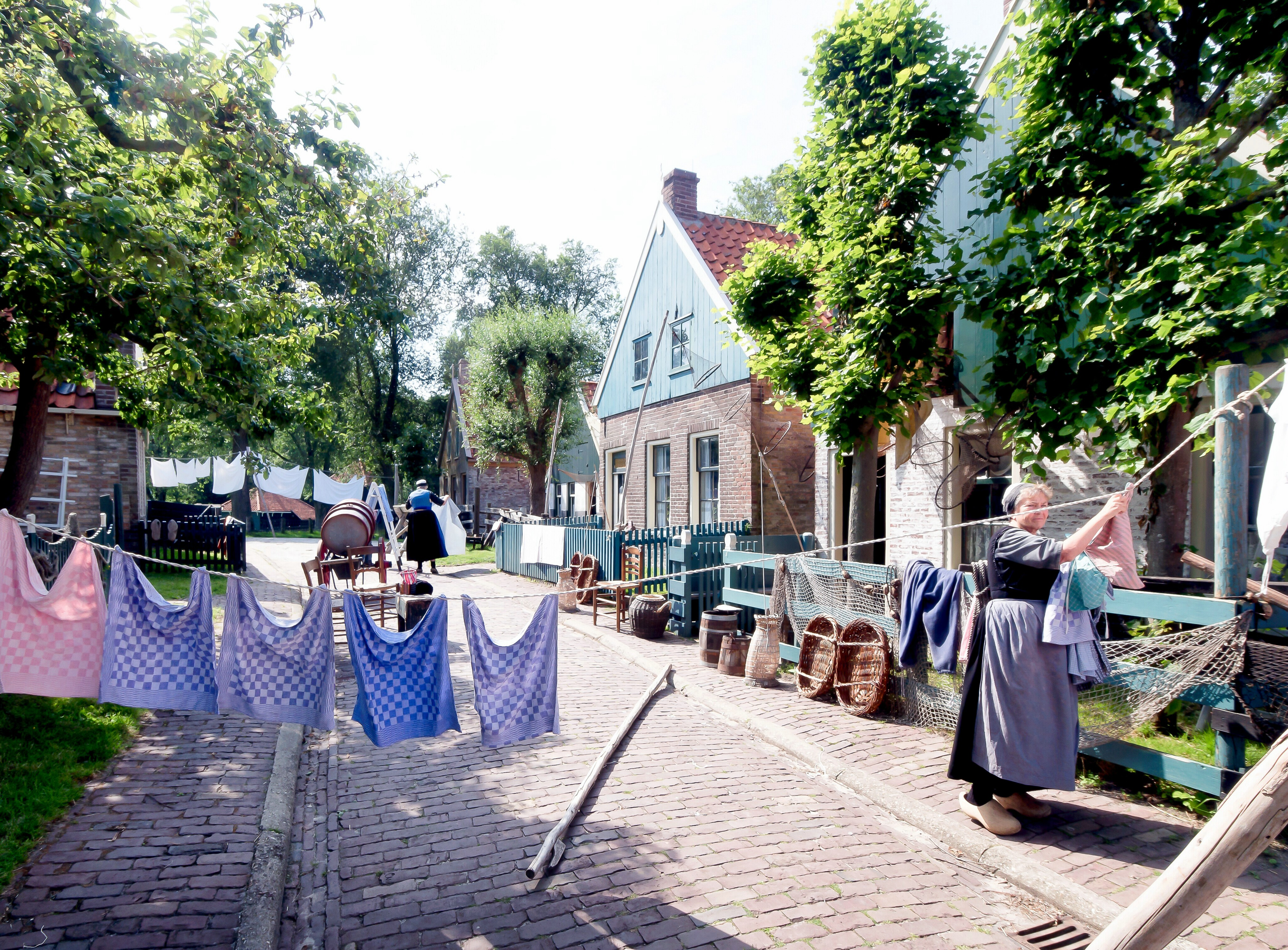
Waschtag in Holland

Der Waschtag war vor der Verfügbarkeit von Waschmaschinen zur Reinigung der gesamten Wäsche bestimmt.
Die Häufigkeit des Waschtages richtete sich nach Art der Textilien: alle ein bis zwei Wochen die „Kleine Wäsche“ (Hemden etc.) und einmal im Monat die „Große Wäsche“ (Hosen, Röcke, Bettwäsche etc.). Er nahm ein bis zwei Tage in Anspruch. Er wurde an festen Tagen oft als Gemeinschaftsaktion der Frauen einer Familie oder Hausgemeinschaft erledigt, oder an Tagen, an denen keine anderen wichtigen Arbeiten (Heuen, Ernten) anstanden bzw. diese wegen schlechten Wetters nicht ausgeführt werden konnten. Unvermeidliche Arbeiten wurden so weit wie möglich zugunsten des Waschens reduziert, etwa indem nicht gekocht, sondern ein vorbereitetes Essen (z. B. Eintopf) lediglich aufgewärmt wurde. In städtischen Mehrfamilienhäusern war die Benutzung der gemeinschaftlichen Waschküche, des zum Trocknen der Wäsche dienenden Dachbodens usw. durch die einzelnen Mietparteien oft nach einem genauen Plan geregelt.

## Ablauf des Waschtages

### Waschen
Die gesamte Wäsche wurde am Vorabend in heißem Seifenwasser eingeweicht, die weiße und bunte Wäsche sowie die Arbeitskleidung wurden getrennt eingeweicht und gewaschen. Zunächst wurde die weiße Wäsche gewaschen; sie wurde gekocht und gestampft, dann aus dem Kessel/Topf genommen und im Zuber mit Kernseife durch Reiben, Walken und Schwenken gewaschen.
Die übrige Wäsche wurde danach im selben Wasser gewaschen, Textilien aus Wolle zuletzt (hier können feine Wollfasern im Wasser zurückbleiben).
Schließlich wurde die Wäsche ausgespült und dann ausgewrungen bzw. gemangelt.
Da sich die Seife in weichem Wasser besser löste, wurde dieses oft mit Hilfe von (Buchen-)Asche weich gemacht („das Buchen“). Die Wäsche wurde in den Zuber gefüllt, darüber das Aschtuch (ein großes feines Leintuch) ausgebreitet und mit gesiebter Asche bestreut. Über das Tuch mit der Asche wurde dann das heiße Wasser gegossen.

### Trocknen und Bügeln
Die Wäsche wurde draußen auf Leinen hängend oder auf Wiesen liegend getrocknet. Bei schlechtem Wetter musste sie in der Waschküche selbst oder am Ofen getrocknet werden.
Die trockene Wäsche wurde gebügelt oder heiß gemangelt. Herrenhemden und Kragen wurden gestärkt, damit sie mehrere Tage getragen werden konnten.

## Innovative Waschhilfen
Die erste bahnbrechende Erleichterung war 1907 das erste selbsttätige Waschmittel: es nahm den Hausfrauen das anstrengende und zeitraubende Reiben, Schwenken und Walken der Wäsche ab.
Zeitgleich kamen Wäscheschleudern auf, die das Auswringen oder Mangeln überflüssig machten.
Diese Neuerungen und nicht zuletzt die Urbanisierung trugen allerdings auch dazu bei, dass sich die Arbeit des Waschens aus der öffentlichen Wahrnehmung in den Haushalt verlagerte.